# Rúnar Kristinsson
Rúnar Kristinsson (Reykjavík, 5 settembre 1969) è un allenatore di calcio ed ex calciatore islandese, di ruolo centrocampista, tecnico del KR Reykjavík.

## Biografia
È il padre del portiere Rúnar Alex Rúnarsson.

## Carriera

### Giocatore

#### Club
Iniziò la sua carriera calcistica come centrocampista nella piccola squadra di Leiknir, per poi trasferirsi nel KR Reykjavik, il più grande club calcistico islandese. La sua abilità  interessò diverse squadre straniere, e nel 1995 fu ingaggiato dall'Örgryte, nel quale militò per due stagioni. Kristinsson ebbe successo nelle sue tre stagioni nel Lillestrøm, dove giocò 71 partite segnando 14 reti; nel 2000 ebbe l'occasione di passare alla squadra del Lokeren, in prima divisione belga. Giocò in Belgio fino al maggio 2007, dove quando, trentottenne, decise di ritornare nel KR Reykjavik. Si ritira quello stesso anno dopo una lunga carriera.

#### Nazionale
Kristinsson ha partecipato a 104 partite per la sua nazionale, segnando 3 reti. Fu capitano della squadra per 11 volte, ma si ritirò dalle competizioni internazionali nel 2004. Per anni è stato il giocatore con più presenze nella nazionale islandese, oltreché il primo ad avere superato quota 100 presenze con l'Islanda.

### Allenatore
Nel 2010 intraprende la carriera di allenatore, sulla panchina del KR Reykjavík. Il 13 novembre è stato ufficialmente ingaggiato come nuovo allenatore del Lillestrøm, a cui si è legato con un contratto triennale. Il 18 settembre 2016 è stato sollevato dall'incarico di allenatore della squadra, a causa della cattiva posizione in classifica del Lillestrøm.

## Palmarès

### Giocatore
- Coppa d'Islanda: 1

KR: 1994

### Allenatore
- Campionato islandese: 3

KR: 2011, 2013, 2019
- Coppa d'Islanda: 3

KR: 2011, 2014, 2014
- Coppa di Lega islandese: 2

KR: 2010, 2019